# Francesco Del Grosso (regista)

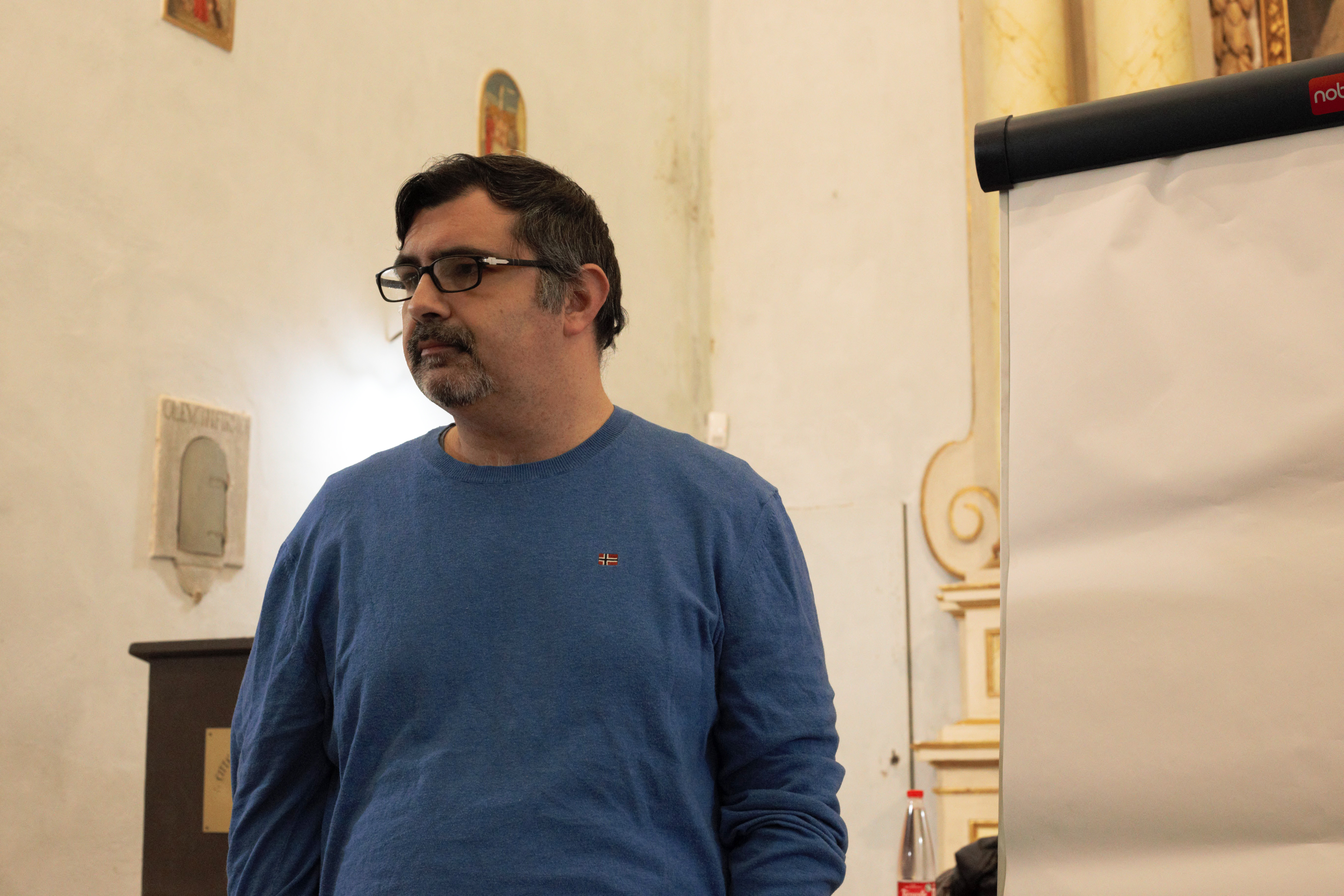
Francesco Del Grosso tiene una classe di regia.

Francesco Del Grosso (Roma, 7 marzo 1982) è un regista, sceneggiatore, montatore e scrittore italiano.

## Biografia
Laureato al Dams dell'Università degli Studi di Roma Tre con una tesi sul cinema di David Fincher, è autore di saggi e collabora a siti e riviste di critica cinematografica.
Come regista ha lavorato a spot, cortometraggi e documentari, tra cui Gli invisibili - Esordi nel cinema italiano 2000-2006, Stretti al vento e Negli occhi (basato sulla vita dell'attore Vittorio Mezzogiorno, vincitore della Menzione Speciale della Giuria di Controcampo Italiano, del "Biografilm Lancia Award" alla 66ª Mostra Internazionale d’Arte Cinematografica di Venezia, del Nastro D’Argento per il Miglior documentario sul Cinema e del Globo d'Oro Speciale).
Nel 2011 scrive e dirige il documentario su Agostino Di Bartolomei 11 metri, evento speciale alla 6ª edizione del Festival Internazionale del Film di Roma (vincitore dell'Italian Sports Award e nomination ai Nastri D'Argento e per la regia all'International Festival of Sport Movies Krasnogorski).

## Filmografia

### Regia
Cortometraggi
- Il viaggio (2001)
- L'illusione (2002)
- La trappola (2003)
- Equilibrio precario (2004)

Documentari
- Tra terra, cielo e mare (2002)
- Gianpistone: Il viaggio di un artista da Testaccio al Mondo (2005)
- Step on K (2005)
- Tudo è Capoeira (2006)
- C'ero anch'io - Frammenti di lotte di strada (1998)
- Gli invisibili - Esordi nel cinema italiano 2000-2006 (2007)
- Stretti al vento – Storie di navigazioni in solitario (2009)
- Negli occhi (2009) - co-diretto con Daniele Anzellotti
- Giulietta e Federico (2010)
- 11 metri (2011)
- Fuoco amico - La storia di Davide Cervia (2014)
- Non voltarti indietro (2016)
- In prima linea (2020)
- Peso morto (2022)

### Sceneggiatura
- Gli invisibili - Esordi nel cinema italiano 2000-2006 (2007)
- Negli occhi (2009)
- 11 metri (2011)
- Fuoco amico - La storia di Davide Cervia (2014)
- Non voltarti indietro (2016)
- In prima linea (2020)
- Peso morto (2022)